# Nolan Ryan
Lynn Nolan Ryan, Jr. (nascido em 31 de janeiro de 1947), apelidado de The Ryan Express, é um jogador profissional de beisebol da  Major League Baseball (MLB) que atuou como arremessador e diretor executivo (CEO) do Texas Rangers. Atualmente é conselheiro executivo do proprietário do Houston Astros.
Durante seus 27 anos de carreira nas grandes ligas, de 1966 até 1993, arremessou por quatro diferentes equipes: New York Mets, California Angels, Houston Astros e Texas Rangers. Foi induzido ao Baseball Hall of Fame em 1999.
Sua porcentagem de vitórias é de 52,6%, e Ryan foi convocado para oito vezes para o All-Star Game e seus 5.714 strikeouts na carreira o colocam em primeiro na história do beisebol com uma margem significativa para o segundo colocado. Está à frente do segundo colocado, Randy Johnson, por 839 strikeouts. Semelhantemente, os 2.795 walks de Ryan o colocam à frente de Steve Carlton por 962 walks, com 50% rebatedores a mais do que qualquer outro arremessador na história da MLB. Ryan, Pedro Martínez, Randy Johnson e Sandy Koufax são os únicos arremessadores induzidos ao Hall of Fame que tem mais strikeouts do que entradas arremessadas. Além de Jackie Robinson (cujo número foi aposentados por toda a MLB) e Frank Robinson (3 equipes), Ryan é o único outro jogador das grandes ligas a ter seu número aposentado em ao menos três equipes diferentes: Angels, Astros e Rangers.
Ryan é o líder em todos os tempos em no-hitters com sete, três a mais do que qualquer outro arremessador. Está empatado com Bob Feller por mais jogos com apenas uma rebatida cedida, com 12. Ryan também arremessou 18 jogos com duas rebatidas cedidas. Apesar de sete no-hitters, nunca arremessou um jogo perfeito, e nunca ganhou um Cy Young Award. Ryan é um dos 29 jogadores na história do beisebol a jogar em quatro décadas diferentes e o único arremessador a eliminar sete pares de pais e filhos.

## No-hitters
Ryan arremessou um total recorde de sete no-hitters durante sua carreira na Major League, três a mais que qualquer outro arremessador. Estes no-hitters abrangem três décadas de arremessos. Nestes sete jogos, Ryan acumulou um total de 94 strikeouts e 26 walks; uma média de 3.6 strikeouts por walk (sua média na carreira é de 2.0). Ryan eliminou por strikeout 17 em seu no-hitter de 15 de julho de 1973 contra o Detroit e concedeu oito walks em seu subsequente no-hitter contra o Minnesota, ambos recordes em seus no-hitters.
| Data                   | Resultado                                   | Local                           | Público | Tempo | Catcher         | Umpire do home plate | Box score |
| ---------------------- | ------------------------------------------- | ------------------------------- | ------- | ----- | --------------- | -------------------- | --------- |
| 15 de maio de 1973     | California Angels 3 em Kansas City Royals 0 | Royals Stadium                  | 12.205  | 2:20  | Jeff Torborg    | Jim Evans            | [ 2 ]     |
| 15 de julho de 1973    | California Angels 6 em Detroit Tigers 0     | Tiger Stadium                   | 41.411  | 2:21  | Art Kusnyer     | Ron Luciano          | [ 3 ]     |
| 28 de setembro de 1974 | Minnesota Twins 0 em California Angels 4    | Anaheim Stadium                 | 10.872  | 2:22  | Tom Egan        | Art Frantz           | [ 4 ]     |
| 1 de junho de 1975     | Baltimore Orioles 0 em California Angels 1  | Anaheim Stadium                 | 18.492  | 2:01  | Ellie Rodríguez | Hank Morgenweck      | [ 5 ]     |
| 26 de setembro de 1981 | Los Angeles Dodgers 0 em Houston Astros 5   | Astrodome                       | 32.115  | 2:46  | Alan Ashby      | Bruce Froemming      | [ 6 ]     |
| 11 de junho de 1990    | Texas Rangers 5 em Oakland Athletics 0      | Oakland–Alameda County Coliseum | 33.436  | 2:49  | John Russell    | Don Denkinger        | [ 7 ]     |
| 1 de maio de 1991      | Toronto Blue Jays 0 em Texas Rangers 3      | Arlington Stadium               | 33.439  | 2:25  | Mike Stanley    | Tim Tschida          | [ 8 ]     |

## Outras referências
- James, Bill (2001). The New Bill James Historical Baseball Abstract. New York: Free Press
- Pietrusza, David; Silverman, Matthew; Michael Gershman (2000). Baseball: The Biographical Encyclopedia. [S.l.]: Total/Sports Illustrated